# Aspic
Aspic er en kold madret med kød, grøntsager eller fisk i indkogt gelé, der er stivnet i en form.
Der koges en kraftig sky på kød og ben, og ved indkogning kan den i reglen stivne til gelé uden tilsætning af gelatine.
Aspic er gelé med fyld i modsætning til pålægssky, der er en mørk gelé uden fyld. Pålægssky er specielt dansk.
På tysk kan Sülze (sylte) dække over både det, vi på dansk kalder sylte, og aspic, som ikke kan kaldes sylte på dansk.
Eksempler på aspic-retter er: ål i gelé; hummer og rejer i vingelé; vingelé med vindruer; hare i portvinsgelé.